# ワース郡 (ジョージア州)
座標: 北緯31度33分 西経83度51分 / 北緯31.550度 西経83.850度
ワース郡（Worth County）は、アメリカ合衆国ジョージア州にある郡である。人口は2万0784人（2020年）。郡庁所在地はシルベスター (Sylvester)である。
近くの4郡とともにオールバニ都市圏を構成している。
落花生の一大産地で、「ピーナッツ・キャピタル」との異名もある。

## 歴史
州議会の決議を受け、1853年12月20日にドゥーリー郡とアーウィン郡の一部が分離し州内106番目の郡として成立した。郡名はニューヨーク州出身のウィリアム・J・ワース陸軍少佐にちなむ。
1905年にはティフト郡とターナー郡が分離した。

## 地理
国勢調査局によると、この郡の総面積は1488平方キロ（575平方マイル）で、うち1476平方キロ（570平方マイル）が陸地、総面積の0.85%にあたる13平方キロ（5平方マイル）が水域となっている。
幹線道路
- 国道82号線
- 州道32号線
- 州道33号線
- 州道112号線
- 州道256号線
- 州道300号線

隣接する郡
- クリスプ郡（北）
- ターナー郡（北東）
- ティフト郡（東）
- コルキット郡（南）
- ミッチェル郡（南西）
- ドウアティ郡（西）
- リー郡（北西）

## 人口動態
2000年の国勢調査時点で、この郡には2万1967人、8106世帯、6120家族が暮らしている。人口密度は1平方キロあたり15人で、平方マイルに換算すると39人となる。住居数は9086軒で、1平方キロに平均6軒（1平方マイルあたりでは16軒）が建っていることになる。住民のうち白人は68.69%、アフリカ系は29.57%、ネイティブ・アメリカンは0.36%、アジア系は0.22%、太平洋諸島系は0.01%、その他の人種は0.61%、混血は0.55%、ヒスパニック（ラテン系）は1.09%を占める。

2000年国勢調査の結果をもとに作成した郡の人口ピラミッド

8106世帯のうち36.3%は18歳未満の子どもと暮らしており、55.7%は夫婦で生活している。15.7%は未婚の女性が世帯主であり、24.5%は家族以外の住人と同居している。21.5%が独り身世帯で、9.0%を独居老人の世帯が占める。1世帯あたりの平均構成人数は2.68人、家庭の平均構成人数は3.12人である。
住民のうち28.6%が18歳未満の未成年、8.1%が18歳以上24歳以下、27.5%が25歳以上44歳以下、23.9%が45歳以上64歳以下、12.0%が65歳以上となっており、平均年齢は36歳である。女性100人に対して男性が92.0人いる一方、18歳以上の女性100人に対しては87.8人いる。
一世帯あたりの平均収入は3万2384米ドル、家族ごとでは3万8887米ドルである。男性の平均収入は3万1668米ドル、女性の平均収入は2万950米ドルで、労働者でない人々も含めた住民一人当たりの収入は1万5856米ドルとなる。総人口の18.5%、家族の14.7%、18歳未満の子どもの25.0%、および65歳以上の高齢者の20.2%は貧困線以下の収入で生計を立てている。

## 都市および町
- オークフィールド (Oakfield)
- プーラン (en:Poulan, Georgia)
- サムナー (en:Sumner, Georgia)
- シルベスター (en:Sylvester, Georgia)
- ウォーウィック (en:Warwick, Georgia)